# دوريسيات
الدُّورِيسِيَّات ويسمى بالإنجليزية ليمون البحر فصيلة حيوانات بحرية من الرخويات معديات الأرجل خلفيات الخياشيم جلديات التنفس. أنواعها منتشرة في جميع بحار العالم وأخصها بحار البلاد الحارة. أعرف أجناسها الدوريس والسرتومة والهكسية، جميعها عرياطة عادمة الأصداف.